# Zarina Dias
Zarina Dias (a nemzetközi szakirodalomban Zarina Diyas), Almati, 1993. október 18. –) kazak hivatásos teniszezőnő.
2009 óta profi teniszjátékos. Eddigi pályafutása során egy WTA- és 11 ITF-tornagyőzelmet szerzett. A Grand Slam-tornákon a legjobb egyéni eredménye a 4. kör, amelyet a 2014-es és a 2015-ös wimbledoni teniszbajnokságon ért el, párosban a negyeddöntő, amelyig a 2015-ös US Openen jutott. Legjobb világranglista helyezése egyéniben a 31. hely, amelyre 2015. január 12-én került, párosban a 89. hely 2015. június 8-án.
2009 óta Kazahsztán Fed-kupa-csapatának tagja.

## Élete és pályafutása
Hatéves korában szülei munkája miatt Csehországba költöztek, itt ismerkedett meg a tenisszel. Egy patinás, 100 évvel korábban alapított prágai teniszakadémiának a tagja volt 10 évig. Ezen az akadémián tanult többek között Nicole Vaidišová, Lucie Hradecká, Michaëlla Krajicek és Tomáš Berdych is. A versenyeken már ifjúsági korában kazak színekben indult, kiemelkedő eredményeit látva a kazak szövetség támogatni kezdte versenyzését. 2013 óta Kantonban Alana Ma teniszakadémiájának tagja. Ugyanennek az akadémiának a tagja többek között Cseng Szaj-szaj és Peng Suaj is.
Első ITF-tornáján 2007-ben indult. Első tornagyőzelmét szabadkártyával a kvalifikációból indulva 15 éves korában, 2008-ban az Asztanában rendezett 25 000 dolláros tornán aratta. 2009-ben a döntőben Marosi Katalint legyőzve szerezte második tornagyőzelmét. Ugyanebben az évben a Prágában rendezett ECM Prague Open International kategóriájú tornán Kristina Mladenovic és Petra Kvitová legyőzése után a negyeddöntőbe jutott. 2010-ben döntőt játszott egy római 25 000 dolláros versenyen, majd októberben a kvalifikációból indulva a negyeddöntőig jutott a Premier kategóriájú moszkvai Kreml Kupán, olyanokat legyőzve, mint Leszja Curenko, Gisela Dulko és Jelena Janković, végül Marija Kirilenkótól szenvedett vereséget.
2014-ben az Australian Openen jutott fel először Grand Slam-torna főtáblájára, ahol a 3. körig jutott, ezzel az Australian Open legnagyobb szenzációjának számított. Csak Simona Halep tudta megállítani győzelmi sorozatát. Márciusban megnyert egy 50 000 dolláros ITF-tornát Csüancsouban, ezzel 40 helyet javított világranglista helyezésén és a 112. helyre került. Ugyanebben az évben Wimbledonban Kristina Mladenovic, Carla Suárez Navarro és Vera Zvonarjova legyőzése után a 4. körben ismét Simona Halep állította meg. A US Openen a 3. körig jutott, miután legyőzte Leszja Curenkót, és az amerikaiak nagy reménységét Catherine Bellist, majd Jekatyerina Makarova ütötte el a továbbjutástól. 2014. októberben játszotta első WTA-döntőjét Oszakában a HP Openen, ahol Samantha Stosurral szemben maradt alul. 2014. novemberben a világranglistán elfoglalt helye alapján már Kazahsztán legjobb és Ázsia második legjobb teniszezőnője volt.
2015. januárban érte el eddigi legjobb világranglista helyezését, amikor a 31. helyre került. A 2015-ös Australian Openen 31. kiemeltként indulhatott és Urszula Radwańska, valamint Anna Karolína Schmiedlová legyőzése után a 3. körben Marija Sarapovától szenvedett vereséget. Wimbledonban legyőzte Flavia Pennettát és Andrea Petkovićot is, és ismét Sarapova állította meg a 4. körben.
2016-ban komoly sérülést szenvedett, amely miatt megműtötték. Emiatt az egész évet ki kellett hagynia.
2017-ben Wimbledonban a felvezető versenynek számító manchesteri torna győzteseként szabadkártyát kapott, és a 3. körig jutott. Szeptemberben a Japan Women’s Openen a kvalifikációból indulva a főtáblán Doi Miszaki, Csang Suaj, Julija Putyinceva és Christina McHale után a döntőben Miyu Kato ellen is győzött és megszerezte első WTA-tornagyőzelmét.

## WTA döntői

### Egyéni

#### Győzelmei (1)
| Összesítés           |                        |
| Grand Slam-torna (0) |                        |
| Tier I (0)           | Premier Mandatory* (0) |
| Tier II (0)          | Premier Five* (0)      |
| Tier III (0)         | Premier* (1)           |
| Tier IV (0)          | International* (0)     |
| Tier V (0)           | Challenger* (0)        |

* 2009-től megváltozott a tornák rendszere. Challenger tornákat 2012-től rendeznek.
 Az egymás mellett azonos színnel jelölt tornatípusok között nincs teljes mértékű megfelelés.
|    | Dátum                | Torna                     | Borítás | Ellenfél a döntőben | Döntő eredménye |
| 1. | 2017. szeptember 17. | Japan Women’s Open, Tokió | Kemény  | Miyu Kato           | 6–2 , 7–5       |

#### Elveszített döntői (1)
|    | Dátum             | Torna                      | Borítás | Ellenfél a döntőben | Döntő eredménye |
| 1. | 2014. október 12. | Japan Women’s Open, Oszaka | Kemény  | Samantha Stosur     | 6–7(7), 3–6     |

## ITF-döntői

### Egyéni: 21 (11–10)
| Díjazás              |
| -------------------- |
| $100,000 torna       |
| $75,000/80,000 torna |
| $50,000/60,000 torna |
| $25,000/35,000 torna |
| $10,000 torna        |

| Borításonként |
| ------------- |
| Kemény (7–5)  |
| Salak (1–2)   |
| Fű (2–2)      |
| Szőnyeg (1–1) |

| Eredmény | No. | Dátum              | Torna                          | Borítás | Ellenfél                | Eredmény         |
| -------- | --- | ------------------ | ------------------------------ | ------- | ----------------------- | ---------------- |
| Győztes  | 1.  | 2008. november 17. | Asztana, Kazahsztán            | Kemény  | Tetyjana Arefijeva      | 7–5, 6–4         |
| Győztes  | 2.  | 2009. június 29.   | Stuttgart, Németország         | Salak   | Marosi Katalin          | 6–1, 6–2         |
| Döntős   | 1.  | 2010. június 21.   | Róma, Olaszország              | Salak   | Patricia Mayr           | 6–7(2), 4–6      |
| Döntős   | 2.  | 2011. március 21.  | Kunming, Kína                  | Salak   | Iryna Brémond           | 6–1, 2–6, 3–6    |
| Győztes  | 3.  | 2012. június 17.   | Buhara, Üzbegisztán            | Kemény  | Ljudmila Kicsenok       | 6–0, 6–0         |
| Döntős   | 3.  | 2012. október 28.  | Tajpej, Tajvan                 | Kemény  | Cseng Szaj-szaj         | 4–6, 1–6         |
| Győztes  | 4.  | 2013. október 20.  | Makinohara, Japán              | Fű      | Belinda Bencic          | 6–3, 6–4         |
| Döntős   | 4.  | 2013. november 2.  | Tajpej, Tajvan                 | Salak   | Paula Kania             | 1–6, 3–6         |
| Döntős   | 5.  | 2014. január 4.    | Hongkong, Kína                 | Kemény  | Jelizaveta Kulicskova   | 2–6, 2–6         |
| Győztes  | 5.  | 2014. március 7.   | Csüancsou, Kína                | Kemény  | Noppawan Lertcheewakarn | 6–1, 6–1         |
| Döntős   | 6.  | 2014. június 7.    | Nottingham, Egyesült Királyság | Fű      | Kristýna Plíšková       | 2–6, 6–3, 4–6    |
| Győztes  | 6.  | 2017. április 17.  | Nanning, Kína                  | Kemény  | Lee Ya-hsuan            | 6–2, 6–3         |
| Döntős   | 7.  | 2017. április 30.  | Anning, Kína                   | Salak   | Cseng Szaj-szaj         | 5–7, 4–6         |
| Győztes  | 7.  | 2017. június 18.   | Manchester, Egyesült Királyság | Fű      | Aleksandra Krunić       | 6-4, 6-4         |
| Győztes  | 8.  | 2019. május 5.     | Gifu, Japán                    | Kemény  | Liang En-shuo           | 6–0, 6–2         |
| Döntős   | 8.  | 2019. május 12.    | Fukuoka, Japán                 | Szőnyeg | Heather Watson          | 6–7(1), 6–7(4)   |
| Döntős   | 9.  | 2019. június 16.   | Manchester, Egyesült Királyság | Fű      | Magda Linette           | 6–7(1), 6–2, 3–6 |
| Győztes  | 9.  | 2019. január 5.    | Hongkong                       | Kemény  | Csu Lin                 | 6–4, 7–5         |
| Döntős   | 10. | 2021. október 24.  | Macon, Egyesült Államok        | Kemény  | Madison Brengle         | 4–6, 6–4, 4–6    |
| Győztes  | 10. | 2025. május 18.    | Kurume, Japán                  | Szőnyeg | Ayano Shimizu           | 6–4, 6–3         |
| Győztes  | 11. | 2025. június 22.   | Tauste, Spanyolország          | Kemény  | Diletta Cherubini       | 6–1, 6–7(4), 6–1 |

### Páros: 1 (0–1)
| Díjazás        |
| -------------- |
| $100,000 torna |
| $75,000 torna  |
| $50,000 torna  |
| $25,000 torna  |
| $10,000 torna  |

| Borításonként |
| ------------- |
| Kemény (0–1)  |
| Salak (0–0)   |
| Fű (0–0)      |
| Szőnyeg (0–0) |

| Eredmény | No. | Dátum           | Torna          | Borítás | Partner    | Ellenfél               | Eredmény |
| -------- | --- | --------------- | -------------- | ------- | ---------- | ---------------------- | -------- |
| Döntős   | 1.  | 2014. január 3. | Hongkong, Kína | Kemény  | Csang Ling | Misa Eguchi Eri Hozumi | 4–6, 2–6 |

## Eredményei Grand Slam-tornákon

### Egyéni
| Grand Slam | Australian Open | Australian Open   | Roland Garros  | Roland Garros   | Wimbledon      | Wimbledon            | US Open        | US Open           |
| Év         | Eredmény        | Utolsó ellenfél   | Eredmény       | Utolsó ellenfél | Eredmény       | Utolsó ellenfél      | Eredmény       | Utolsó ellenfél   |
| 2009       | –               | –                 | –              | –               | –              | –                    | Selejtező(Q1)  | Selejtező(Q1)     |
| 2010       | –               | –                 | Selejtező(Q2)  | Selejtező(Q2)   | –              | –                    | –              | –                 |
| 2011       | Selejtező(Q3)   | Selejtező(Q3)     | Selejtező(Q1)  | Selejtező(Q1)   | –              | –                    | Selejtező(Q2)  | Selejtező(Q2)     |
| 2012       | –               | –                 | –              | –               | –              | –                    | –              | –                 |
| 2013       | Selejtező(Q1)   | Selejtező(Q1)     | Selejtező(Q1)  | Selejtező(Q1)   | –              | –                    | Selejtező(Q2)  | Selejtező(Q2)     |
| 2014       | 3. kör          | Simona Halep      | 1. kör         | Petra Kvitová   | 4. kör         | Simona Halep         | 3. kör         | J Makarova        |
| 2015       | 3. kör          | Marija Sarapova   | 2. kör         | A Van Uytvanck  | 4. kör         | Marija Sarapova      | 1. kör         | Polona Hercog     |
| 2016       | 1. kör          | Madison Keys      | 2. kör         | Simona Halep    | 1. kör         | A-L Friedsam         | –              | –                 |
| 2017       | –               | –                 | Selejtező(Q3)  | Selejtező(Q3)   | 3. kör         | Petra Martić         | Selejtező(Q1)  | Selejtező(Q1)     |
| 2018       | 1. kör          | Sorana Cîrstea    | 2. kör         | Ószaka Naomi    | –              | –                    | 1. kör         | Karolína Plíšková |
| 2019       | 1. kör          | Aleksandra Krunić | 2. kör         | V Kugyermetova  | 1. kör         | Danielle Collins     | 1. kör         | Ashleigh Barty    |
| 2020       | 3. kör          | Kiki Bertens      | 1. kör         | Unsz Dzsábir    | elmaradt       | elmaradt             | 1. kör         | Bernarda Pera     |
| 2021       | 3. kör          | Garbiñe Muguruza  | 2. kör         | Elise Mertens   | 1. kör         | Anastasija Sevastova | 1. kör         | Amanda Anisimova  |
| 2022       | 1. kör          | Jelena Ribakina   | Selejtező (Q1) | Selejtező (Q1)  | –              | –                    | –              | –                 |
| 2023       | –               | –                 | –              | –               | –              | –                    | –              | –                 |
| 2024       | –               | –                 | –              | –               | Selejtező (Q3) | Selejtező (Q3)       | Selejtező (Q1) | Selejtező (Q1)    |

## Év végi világranglista-helyezései
| Év     | 2009 | 2010 | 2011 | 2012 | 2013 | 2014 | 2015 | 2016 | 2017 | 2018 | 2019 | 2020 | 2021 | 2022  | 2023 | 2024 |
| Egyéni | 206. | 173. | 223. | 265. | 163. | 34.  | 52.  | 148. | 66.  | 91.  | 78.  | 79.  | 100. | 1042. | –    | 383. |
| Páros  | −    | −    | −    | −    | 470. | 128. | 181. | 357. | 974. | 262. | 453. | 468. | 177. | –     | –    | –    |

## Díjai, elismerései
- Az év sportolónője (Kazahsztán) (2016)[7]